# لیگ فوتبال ۹۰–۱۸۸۹
لیگ فوتبال ۹۰-۱۸۸۹ دومین دوره لیگ فوتبال انگلستان بود. در این فصل تیم پرستون نورث اند برای دومین بار پیاپی قهرمان شد. این دوره با حضور همان تیم‌های فصل پیش انجام شد.

## جدول نهایی لیگ
جدول نهایی با تفکیک جدول دور رفت و برگشت و جدول کلی 
| رده | تیم                | بازی |  | برد | مساوی | باخت | گل زده | گل خورده |  | برد | مساوی | باخت | گل زده | گل خورده |  | گل زده | گل خورده | میانگین گل | تفاضل گل |  | امتیاز |
| --- | ------------------ | ---- |  | --- | ----- | ---- | ------ | -------- |  | --- | ----- | ---- | ------ | -------- |  | ------ | -------- | ---------- | -------- |  | ------ |
| ۱   | پرستون نورث اند    | ۲۲   |  | ۸   | ۱     | ۲    | ۴۱     | ۱۲       |  | ۷   | ۲     | ۲    | ۳۰     | ۱۸       |  | ۷۱     | ۳۰       | ۲٫۳۶۷      | +۴۱      |  | ۳۳     |
| ۲   | اورتون             | ۲۲   |  | ۸   | ۲     | ۱    | ۴۰     | ۱۵       |  | ۶   | ۱     | ۴    | ۲۵     | ۲۵       |  | ۶۵     | ۴۰       | ۱٫۶۲۵      | +۲۵      |  | ۳۱     |
| ۳   | بلکبرن راورز       | ۲۲   |  | ۹   | ۰     | ۲    | ۵۹     | ۱۸       |  | ۳   | ۳     | ۵    | ۱۹     | ۲۳       |  | ۷۸     | ۴۱       | ۱٫۹۰۲      | +۳۷      |  | ۲۷     |
| ۴   | ولورهمپتون واندررز | ۲۲   |  | ۶   | ۳     | ۲    | ۲۸     | ۱۴       |  | ۴   | ۲     | ۵    | ۲۳     | ۲۴       |  | ۵۱     | ۳۸       | ۱٫۳۴۲      | +۱۳      |  | ۲۵     |
| ۵   | وست برومویچ آلبیون | ۲۲   |  | ۸   | ۱     | ۲    | ۳۷     | ۲۰       |  | ۳   | ۲     | ۶    | ۱۰     | ۳۰       |  | ۴۷     | ۵۰       | ۰٫۹۴۰      | –۳       |  | ۲۵     |
| ۶   | اکرینگتون          | ۲۲   |  | ۶   | ۴     | ۱    | ۳۳     | ۲۵       |  | ۳   | ۲     | ۶    | ۲۰     | ۳۱       |  | ۵۳     | ۵۶       | ۰٫۹۴۶      | –۳       |  | ۲۴     |
| ۷   | دربی کانتی         | ۲۲   |  | ۸   | ۲     | ۱    | ۳۲     | ۱۳       |  | ۱   | ۱     | ۹    | ۱۱     | ۴۲       |  | ۴۳     | ۵۵       | ۰٫۷۸۲      | –۱۲      |  | ۲۱     |
| ۸   | استون ویلا         | ۲۲   |  | ۶   | ۲     | ۳    | ۳۰     | ۱۵       |  | ۱   | ۳     | ۷    | ۱۳     | ۳۶       |  | ۴۳     | ۵۱       | ۰٫۸۴۳      | –۸       |  | ۱۹     |
| ۹   | بولتون واندررز     | ۲۲   |  | ۶   | ۱     | ۴    | ۳۷     | ۲۴       |  | ۳   | ۰     | ۸    | ۱۷     | ۴۱       |  | ۵۴     | ۶۵       | ۰٫۸۳۱      | –۱۱      |  | ۱۹     |
| ۱۰  | نوتس کانتی         | ۲۲   |  | ۴   | ۳     | ۴    | ۲۰     | ۱۹       |  | ۲   | ۲     | ۷    | ۲۳     | ۳۲       |  | ۴۳     | ۵۱       | ۰٫۸۴۳      | –۸       |  | ۱۷     |
| ۱۱  | برنلی              | ۲۲   |  | ۳   | ۱     | ۷    | ۲۰     | ۲۱       |  | ۱   | ۴     | ۶    | ۱۶     | ۴۴       |  | ۳۶     | ۶۵       | ۰٫۵۵۴      | –۲۹      |  | ۱۳     |
| ۱۲  | استوک سیتی         | ۲۲   |  | ۲   | ۳     | ۶    | ۱۸     | ۲۰       |  | ۱   | ۱     | ۹    | ۹      | ۴۹       |  | ۲۷     | ۶۹       | ۰٫۳۹۱      | –۴۲      |  | ۱۰     |

| Key |                     |
| --- | ------------------- |
|     | قهرمان لیگ          |
|     | قهرمان جام حذفی     |
|     | دوباره برگزیده شده  |
|     | دوباره برگزیده نشده |

## نتایج
| ميزبان / ميهمان۱   | آکر | است | بلک | بول | برن | درب | اور | نوت | پرس | اسک  | وست | ولو |
| آکرینگتون          |     | ۴–۲ | ۲–۲ | ۳–۱ | ۲–۲ | ۶–۱ | ۵–۳ | ۱–۸ | ۲–۲ | ۲–۱  | ۰–۰ | ۶–۳ |
| استون ویلا         | ۱–۲ |     | ۳–۰ | ۱–۲ | ۲–۲ | ۷–۱ | ۱–۲ | ۱–۱ | ۵–۳ | ۶–۱  | ۱–۰ | ۲–۱ |
| بلکبرن راورز       | ۳–۲ | ۷–۰ |     | ۷–۱ | ۷–۱ | ۴–۲ | ۲–۴ | ۹–۱ | ۳–۴ | ۸–۰  | ۵–۰ | ۴–۳ |
| بولتون واندررز     | ۲–۴ | ۲–۰ | ۳–۲ |     | ۲–۲ | ۷–۴ | ۳–۴ | ۰–۴ | ۲–۶ | ۵–۰  | ۷–۰ | ۴–۱ |
| برنلی              | ۲–۲ | ۲–۶ | ۱–۲ | ۷–۰ |     | ۲–۰ | ۰–۱ | ۳–۰ | ۰–۳ | ۱–۳  | ۱–۲ | ۱–۲ |
| دربی کانتی         | ۲–۳ | ۵–۰ | ۴–۰ | ۳–۲ | ۴–۱ |     | ۲–۲ | ۲–۰ | ۲–۱ | ۲–۰  | ۳–۱ | ۳–۳ |
| اورتون             | ۲–۲ | ۷–۰ | ۳–۲ | ۳–۰ | ۲–۱ | ۳–۰ |     | ۵–۳ | ۱–۵ | ۸–۰  | ۵–۱ | ۱–۱ |
| نوتس کانتی         | ۳–۱ | ۱–۱ | ۱–۱ | ۵–۵ | ۱–۱ | ۳–۱ | ۴–۳ |     | ۰–۱ | ۳–۱  | ۱–۲ | ۰–۲ |
| پرستون نورث اند    | ۳–۱ | ۳–۲ | ۱–۱ | ۳–۱ | ۶–۰ | ۵–۰ | ۱–۲ | ۴–۳ |     | ۱۰–۰ | ۵–۰ | ۰–۲ |
| استوک سیتی         | ۷–۱ | ۱–۱ | ۰–۳ | ۰–۱ | ۳–۴ | ۱–۱ | ۱–۲ | ۱–۱ | ۱–۲ |      | ۱–۳ | ۲–۱ |
| وست برومویچ آلبیون | ۴–۱ | ۳–۰ | ۳–۲ | ۶–۳ | ۶–۱ | ۲–۳ | ۴–۱ | ۴–۲ | ۲–۲ | ۱–۱  |     | ۱–۴ |
| ولورهمپتون واندررز | ۲–۱ | ۱–۱ | ۲–۴ | ۵–۱ | ۹–۱ | ۲–۱ | ۲–۱ | ۲–۰ | ۰–۱ | ۲–۲  | ۱–۱ |     |

منبع: 
۱تیمهای میزبان در جدول عمودی و میهمان در جدول افقی.
رنگ ها: آبی = برد در خانه خود; زرد = مساوی; قرمز = باخت در خانه خود.

|}

## روند گزینش دوباره تیم‌ها
در جلسه گزینش لیگ فوتبال رای گیری‌ای به عمل نیامد و تصمیم بر این شد که برنلی و نوتس کانتی دوباره برگزیده شوند و ساندرلند به جای استوک سیتی (تیم آخر جدول) برگزیده شد. استوک سیتی پس از یک سال غیبت به لیگ فوتبال برگشت.
درخواست تیم‌های بوتل، دارون، گریمسبی تاون، ساندرلند آلبیون و نیوتون هیث از لیگ آلیانس برای حضور در لیگ فوتبال فصل بعد پذیرفته نشد.